# Адриан (император)
Вижте пояснителната страница за други личности с името Адриан.
Публий Елий Траян Адриан (на латински: Publius Aelius Traianus Hadrianus; Imperator Caesar Traianus Hadrianus Augustus; * 24 януари 76, Италика, Испания; † 10 юли 138, Бая) е римски император от 117 до 138 г. Той е третият от т.нар. „Петима добри императори“ от Нерво-Антониновата династия.
Неговото твърдо и хуманно управление е значимо за Римската държава, както поради мира и окончателния отказ от завоевателна външна политика, така и заради продължаващия икономически подем на градовете в империята. Адриан притежавал изключително образование и култура, бил известен като пътешественик и строител, а също така той бил изявен поклонник и ценител на изкуствата.

## Произход и възкачване
Адриан е роден в Италика, градче в Испания, в заможно семейство, но родителите му умират рано и той остава сирак, когато е на десет години. Син е на Публий Елий Адриан Афер и на Паулина Стара. Бащата на Адриан е син на сенатора и претора Елий Адриан Марулин (31 – 91) и на Улпия, сестра на Марк Улпий Траян (бащата на император Траян). Брат е на Елия Домиция Паулина Млада (75 – 130), която става съпруга на Луций Юлий Урс Сервиан. Родът Елий идва от Адрия (съвременен Атри), древен град в района Пиценум в Италия, от където произлиза и името името им Адриан.
Отгледан е от Траян, негов далечен роднина, който приживе вероятно не го посочва официално за свой наследник (пред Сената), но го сгодява за своята племенница Сабина, дъщеря на Луций Вибий Сабин и Салонина Матидия (Матидия Старша), дъщеря на Улпия Марциана (сестрата на император Траян). През управлението на Траян, Адриан служи като легат на легионите по Дунав и Рейн, по-късно е губернатор в Панония и Сирия. След смъртта на Траян е обявено, че е осиновен и назначен за негов приемник. Има съмнения, че това става благодарение именно на Помпея Плотина, вдовицата на Траян, която организира всичко, а наследяването на императорския трон е решено именно от нея, още повече, че тя дълги години подпомага кариерата на Адриан, който е неин любимец и му дава възможност да стигне до високи длъжности. Въпреки всичко това горещата поддръжка от страна на армията, която приветства Адриан като нов император, решава окончателно въпроса.

## Император на Римската империя

### Начало на управлението
Бивш проконсул на Сирия, вече като император, Адриан е наясно, че е невъзможно да се продължи войната с Партската държава: вълненията в Египет, Кипър и Киренайка трябвало да бъдат потушени, а и започвали нови в Юдея, Британия и Мавретания, имало нападения на сармати по Дунав. Той сключва мир, отказвайки се от бляскавите Траянови завоевания на изток, но това разгневява някои от съратниците на бившия император, които подозират, че Адриан го е отровил, за да го наследи. Тяхното съзаклятие е бързо разкрито и мнозина са наказани.
Сенатът първоначално отказва да признае новия владетел, който изпраща съобщение, че не може да се отклони от волята на армията, а при влизането си в Рим (118 г.) оповестява, че няма да убива никого без разследване. Сенаторите и армията са облагодетелствани от избирането на Адриан, тъй като получават щедри възнаграждения и той в крайна сметка е приет като император. Бързината, с която става всичко, физическото елиминиране на възможните дисиденти и конкуренти, както и потушаването на всички въстания в провинциите, спомага за бързото заемане и укрепване на властта.

### Реформи
През периода на управлението на Адриан Римската империя преживява 21 години в мир и благоденствие. Още при възкачването си той опрощава всички данъчни задължения спрямо фиска и за всеобща радост заповядва разписките за дължими суми да бъдат изгорени публично на Форума в Рим.
Отлично запознат с държавните дела, Адриан е способен и ефективен администратор, който често пътува, за да инспектира легионите и лично се осведомява за положението в повечето провинции. Щедро дарява плебса, финансира градовете, поддържа данъците умерени, следи за административни злоупотреби, назначавайки специални упълномощени лица – куратори. Разширява държавната помощ в много сфери и отделя специално внимание на държавната администрация, като е увеличен броят на ведомствата. Премахва практиката на откупуване на данъци в провинциите. Често удостоява изтъкнати провинциали или цели селища с римско гражданство.
С цел да се укрепят връзките между различните територии на империята по заповед на императора са ремонтирани и подобрени пътищата и съобщенията, реформирана е и дейността на държавната поща.
Друго направление във вътрешната дейност на Адриан е неговият стремеж да укрепи личната си власт чрез легални правомощия, без да накърнява авторитета и правата на римската аристокрация. Юридически, за пръв път волята на владетеля носи силата на закон, а т.нар. „съвет на принцепса“, имащ дотогава частно-съвещателен характер, се превръща в държавно учреждение, имащо задачата да подготвя едикти и законодателни актове. В този орган са включени видни политици и юристи, които получават заплащане за своята работа. От друга страна сенатското съсловие е на почит, а неговите членове получават високи длъжности по-често отпреди. Адриан увеличава броя на имперските канцеларии и начело поставя знатни конници, вместо либертини.
При Адриан през 128 г. е съставен т.нар. „Вечен едикт“ (edictum perpetuum) – подробна инструкция за водене на съдебни дела, съставена от прависта Публий Салвий Юлиан въз основа на многобройни преторски едикти от по-старо време.
Във военното дело Адриан категорично прекратява политиката на завоевания, подета от Траян, стремейки се да урежда с преговори възникналите външни конфликти. През 121 г. е осуетена заплахата от война с Партската империя, с което Адриан утвърждава славата си на миротворец. През 122 г. е предприет поход в Британия, където е построен прочутият Адрианов вал.
През Адриановия принципат Римската империя окончателно преминава от експанзия към етап на стратегическа отбрана и поддържане на границите. Тъй като много граждани отказват да служат в легионите, започват да се набират провинциални жители, често без гражданство, а римската армия започва да се превръща в разноплеменна войска, в която обаче се запазва стандартното въоръжение и латинският език като служебен.

### Строителство
Всестранно развита личност, Адриан се интересува също от архитектура и строителство, и дори лично проектира монументалния храм на Венера и Рома в столицата. Когато известният архитект Аполодор от Дамаск се изказва твърде критично по отношение на постройката, той е изпратен на заточение от императора.
Подобно на Траян, Адриан развива мащабна строителна дейност. През 126 г. той построява наново Пантеона в Рим, най-запазената сграда от времето на Римската империя, чиято първоначална сграда е построена по времето на Марк Агрипа и Октавиан Август. По време на неговото управление е построен Храмът на Траян в Рим и Храмът на Зевс Олимпийски в Атина. Забележителни постройки, запазени и до днес, са неговият личен мавзолей, вилата му в Тибур, както и валът в Британия.
Адриан основава и застроява град Адрианопол (дн. Одрин) в Тракия, кръстен на него самия.
По времето на Адриан са построени и монументални постройки във Филипопол (днешен Пловдив) като Стадиона и Одеона на античния град 

### Културна дейност
Адриан е може би най-образованият римски император, голям почитател на елинската култура и изкуство, за което на младини си спечелил насмешливото прозвище „гърчето“. Като император Адриан връща елинистическата мода на брадите. Занимава се с поезия и скулптура, съчинява автобиография, макар че съвременниците му отбелязват с ирония, че за най-талантливия автор са принудени да признаят онзи, който командва тридесет легиона.
За разлика от традиционалиста Траян, Адриан смело скъсва с консерватизма и се стреми да предаде космополитен характер на властта, решен да преодолее съществуващото културно различие между романизираните западни провинции и Елинистическия изток. Страстен пътешественик, след като е установил здраво властта си, той прекарва твърде малко време в Рим, обикаляйки надлъж и нашир почти цялата империя. По време на едно от своите пътувания, той се влюбва в красивия юноша Антиной от Витиния, а след смъртта му във водите на Нил, Адриан го обожествява и издига негови светилища. През този период Антиной става образец за красота в римското антично изкуство.

### Характер и личен живот
При всичките си забележителни качества на организатор, политик, архитект и интелектуалец, Адриан се отличавал със суетен и пословично непостоянен характер, а неговата противоречивост в проявите става причина той да бъде смятан за тиранин в края на управлението си.
Подобно на своя предшественик и осиновител Траян, Адриан имал предпочитание към юноши, макар че противниците му често го обвинявали в прелюбодейство с омъжени жени. Ширели се слухове, че като младеж Адриан успял да спечели благоволението на Траян, именно отзовавайки се на тези негови наклонности. Със съпругата си, императрица Сабина, бил в лоши отношения и твърдял, че ако бил обикновен гражданин, би я отпратил заради лошия ѝ нрав. Говорело се дори, че я довел до самоубийство с постоянните си нападки. Известно е, че той прогонва историка Светоний от двора заради прекалено свободното му държание с императрицата.
Когато през октомври 130 г. неговият любовник Антиной се удавя в река Нил, скърбящият Адриан обявява своя педика, сиреч любим, за божество и основава град с името Антинопол на брега на Нил, близо до лобното място. Поклонници на новото божество популяризират култа към него с издигането на храмове, олтари, жреци, възлияния, жертвоприношения, мистерии, инициации, оракули и чудеса. Между 133 и 137 г. тридесет и един гръцки града носят правото да секат монети с неговия образ. За да задоволят търсенето, гръко-римските занаятчии произвеждат около 2000 бронзови и мраморни статуи и бюстове на младежа, като около 115 от тях са оцелели до наши дни. Любовта на Адриан и Антиной била изключителна в маниакалната си интензивност, а популярността на култа към юношата може да се тълкува като знак, че през 2 век любовта между зрял мъж и юноша все още е била приемана като алтернатива на разнополовата.

### Последни години
Опитите на Адриан да приобщи юдеите към гръко-римската култура и религия предизвиква тяхната съпротива. Адриан основава на мястото на разрушения през 70 година град Йерусалим римската колония Елия Капитолина (131 г.), а при посещението си там отхвърля настояванията на евреите да бъде възстановен техният храм. Вместо това продължава издигането на римски храмове и статуи. През 132 – 135 г. избухва въстание за независимост в Юдея, ръководено от Симон Бар-Кохба („Синът на звездата“ или „Пътеводна звезда“), обявил се за месия. Римската власт е поставена на сериозно изпитание след серия поражения и загубата на поне един легион. Самият Адриан оглавява военните действия, в които участват общо към 10 легиона. Римската империя си възвръща контрола над Йерусалим, след като загива водачът на еврейската освободителна война. Жертвите от еврейска страна са над половин милион (без поробените). Оцелелите евреи са прогонени от Йерусалим и подложени на репресии, а опустошената Юдея е преименувана на Палестинска Сирия, за да се изличи спомена за нейната история. Заради тежките загуби на римляните Адриан отказва честването на триумф.
В края на живота си Адриан се разболява тежко и се установява в прочутата Вила на Адриан, построена за него между 118 и 134 г., днес обявена за част от световното културно наследство. С влошаването на здравословното му състояние императорът става все по-отмъстителен и жесток. Припомняйки си стари вражди, той екзекутира или заточва много от своите приближени, които подозира в зла умисъл. Без официално разследване и присъда са убити 80-годишният сенатор Сервиан (женен за покойната сестра на императора) и неговият внук Педаний Фуск, които неоснователно се надявали, че ще се доберат до трона. Това настройва общественото мнение и Сената против Адриан.
Адриан няма син или друг роднина, когото да определи за приемник, а с напредването на болестта му този въпрос става все по-неотложен. През 136 г. Адриан осиновява, с намерението да го направи свой наследник на трона, Луций Елий – знатен, но неопитен човек, който обаче умира две години по-късно, малко преди осиновителя си.
През 138 г. вниманието на бавно умиращия император е привлечено от качествата на младежа Марк Аний Вер (бъдещият император Марк Аврелий). Но тъй като той е твърде млад за трона, Адриан приобщава към управлението сенатора Антонин, наречен по-късно Антонин Пий, известен със своя благ и отговорен характер. По волята на Адриан, Антонин осиновява Марк Аний Вер и Луций Цейоний Комод (малолетен син на покойния Елий Цезар), които трябвало да управляват след Антонин.
Адриан умира на 10 юли 138 г. от сърдечна недостатъчност. Сенатът е против обожествяването му, но то е прието по настояване на Антонин.

### Литературни произведения
- „Мемоарите на Адриан“ на френската писателка Маргьорит Юрсенар.